# 沙面體育俱樂部
沙面体育俱乐部是位于广州市荔湾区的体育场馆，建有网球、羽毛球、游泳三个项目的场馆，拥有7片网球场、10片羽毛球场及1个游泳池。
网球场和羽毛球场位于沙面南街5号，游泳池位于沙面北街51号。

## 历史
沙面游泳场始建于1887年，是中国最早的室内游泳池。1953年，游泳场收归广州市体育运动委员会管理。1956年进行改建，改为长25米、宽10米的标准泳池，并在池外装上锅炉，成为广州市第一个室内恒温泳池。
沙面网球场始建于1905年，是广州最早的网球场地。租界时期，沙面网球场是草地球场。从1950年代开始，草地球场逐渐被改建成红土球场。1980年代白天鹅宾馆建成后，霍英东出资重修沙面网球场，修建了网球馆，并将红土球场改为硬地球场。目前，沙面网球场是广州市业余网球团体赛、广州市沙面少年网球团体赛、沙面岛网球及羽毛球邀请赛等赛事的比赛场所。
2013年，沙面网球场和沙面游泳场合并成为广州市沙面体育俱乐部。